# Xavier Mérand
 (novembre 2015).
Si vous disposez d'ouvrages ou d'articles de référence ou si vous connaissez des sites web de qualité traitant du thème abordé ici, merci de compléter l'article en donnant les références utiles à sa vérifiabilité et en les liant à la section « Notes et références ».
Xavier Mérand, né le 30 août 1974 à Montreuil[Lequel ?], est un auteur-compositeur-interprète de chanson française.
Il est le cofondateur d'Accessijeux, une association, dont il est le président, qui adapte des jeux de société pour les déficients visuels.

## Biographie

### Carrière musicale
Il donne ses premiers concerts dans les petits cafés-concerts (le Baiser Salé, la Balle au Bond, le Connétable) de Paris en 1997. En 1998, il se forme à l'Ecole de la Chanson d'ACP La Manufacture Chanson.
En 2000, Martin Pénet, journaliste à France Inter, repère sa chanson Rêve de grève qui traite avec humour des grèves de métro. Il l'intègre alors dans la compilation Chanson Métropolitaines parue à l'occasion du centenaire du métro parisien et dont il est chargé d'établir la playlist. Cette première chanson sur CD lui vaut ses premiers passages TV (France 2, La chance aux chansons) et radio (France Inter, France Culture, France Musique, Europe 1 dans l'émission On va s'gêner de Laurent Ruquier, etc.).
En 2005, il enregistre son premier album Toutes les histoires ont une chanson. L'album est réalisé par le guitariste arrangeur Gérard Gabbay. Il traite avec humour notamment des soucis du quotidien qu'il rencontre en tant que malvoyant. Xavier Mérand est en effet atteint depuis sa naissance de rétinite pigmentaire, une maladie génétique de la rétine qui le rend quasiment aveugle.
En 2007, il enregistre Je vends comme je respire, un nouveau CD 3 titres réalisé par Christophe Devillers, contrebassiste de la chanteuse Juliette. En novembre 2010, il sort Phare Ouest, album de 12 chansons réalisé par le guitariste Franck Perrolle. Pour cet album, Xavier Mérand a confié ses textes à 12 compositeurs différents, tels que Romain Didier ou Ignatus. On y retrouve également un duo avec la chanteuse Agnès Bihl. À l'occasion de cette sortie d'album, Xavier Mérand donne deux concerts au Zèbre de Belleville à Paris.

### AccessiJeux
En 2014, il crée Accessijeux, une association qui adapte des jeux de société pour les déficients visuels.

## Discographie
- 2005: Toutes les histoires ont une chanson, album 14 titres réalisé par Gérard Gabbay.
- 2007: Je vends comme je respire, EP 3 titres réalisé par Christophe Devillers.
- 2010: Phare Ouest, album 12 titres réalisé par Franck Perrolle (inclus "Paradis Rose" en duo avec Agnès Bihl).

## Contributions
- 2000: Chanson Rêve de grève incluse dans l'album Chansons Métropolitaines (Centenaire du métro parisien).
- 2008: Écriture du texte de la pièce Drôles d’oiseaux de Sophie Dufeutrelle, commande du Festival des Forêts (Compiègne) pour soprano, 4 flûtes, piano et clavecin.
- 2008: Participation au single J'y étais pas du collectif « Les Marguerites » au profit de la lutte contre la maladie d'Alzheimer.
- 2009: Coécriture du One-Woman Show Un dîner quasi parfait d'Isabel Vinsot.

## Liens
- Site officiel de Xavier Mérand
- Myspace de Xavier Mérand